# Mexikói férfi kosárlabda-bajnokság (első osztály)
A mexikói férfi kosárlabda-bajnokság (spanyolul Liga Nacional de Baloncesto Profesional, rövidítve LNBP) jelenlegi formájában 2000 óta működik.

## Részt vevő csapatok
A 2021-es szezonban az alábbi 10 csapat szerepelt a bajnokságban:
| Csapat                     | Város                 | Állam           |
| -------------------------- | --------------------- | --------------- |
| Abejas de León             | León                  | Guanajuato      |
| Astros de Jalisco          | Guadalajara           | Jalisco         |
| Dorados de Chihuahua       | Chihuahua             | Chihuahua       |
| Fuerza Regia de Monterrey  | Monterrey             | Új-León         |
| Halcones Xalapa            | Xalapa-Enríquez       | Veracruz        |
| Leñadores de Durango       | Victoria de Durango   | Durango         |
| Libertadores de Querétaro  | Santiago de Querétaro | Querétaro       |
| Panteras de Aguascalientes | Aguascalientes        | Aguascalientes  |
| Plateros de Fresnillo      | Fresnillo             | Zacatecas       |
| Soles de Mexicali          | Mexicali              | Alsó-Kalifornia |

## Története
Az LNBP 2000. március 11-én alakult meg Durango városában. Az alapítók közé 11 csapat tartozott, többnyire az északi országrészből: Tamaulipas államot 4, Coahuilát és Chihuahuát 2–2, míg Sonorát, Hidalgót és Mexikóvárost 1–1 alakulat képviselte.

## Lebonyolítás
Az alapszakasz ősszel kezdődik, és következő év februárjáig tart. Ezalatt minden csapat 40 mérkőzést játszik, majd az első nyolc helyezett bejut a rájátszásba, vagyis az egyenes kieséses szakaszba. Itt minden párharc négy győzelemig tart.
Az alapszakasz felénél játsszák az úgynevezett Juego de Estrellas („Csillagok játéka”) gálamérkőzést, ahol a csapatok legjobb mexikói játékosai mérik össze tudásukat a legjobb külföldiekből álló „válogatottal”.

## Bajnokcsapatok

### Évek szerint
| Év        | Bajnokcsapat                     | Második helyezett                |
| --------- | -------------------------------- | -------------------------------- |
| 2000      | Correcaminos UAT Tampico         | Correcaminos UAT Victoria        |
| 2001      | Gallos de Pelea de Ciudad Juárez | Lobos de la UA de C              |
| 2002      | Correcaminos UAT Victoria        | Correcaminos UAT Matamoros       |
| 2003      | Panteras de Aguascalientes       | Ola Roja del Distrito Federal    |
| 2004      | Santos Reales de San Luis        | Halcones Xalapa                  |
| 2005      | Halcones Xalapa                  | Lobos de la UA de C              |
| 2006      | Soles de Mexicali                | Halcones Xalapa                  |
| 2007–2008 | Halcones Xalapa                  | Soles de Mexicali                |
| 2008–2009 | Halcones Xalapa                  | Soles de Mexicali                |
| 2009–2010 | Halcones Xalapa                  | Halcones Rojos Veracruz          |
| 2010–2011 | Toros de Nuevo Laredo            | Pioneros de Quintana Roo         |
| 2011–2012 | Halcones Rojos Veracruz          | Toros de Nuevo Laredo            |
| 2012–2013 | Toros de Nuevo Laredo            | Halcones Xalapa                  |
| 2013–2014 | Halcones Rojos Veracruz          | Pioneros de Quintana Roo         |
| 2014–2015 | Soles de Mexicali                | Pioneros de Quintana Roo         |
| 2015–2016 | Pioneros de Quintana Roo         | Soles de Mexicali                |
| 2016–2017 | Fuerza Regia de Monterrey        | Soles de Mexicali                |
| 2017–2018 | Soles de Mexicali                | Capitanes de la Ciudad de México |
| 2018–2019 | Fuerza Regia de Monterrey        | Capitanes de la Ciudad de México |
| 2019–2020 | Soles de Mexicali                | Fuerza Regia de Monterrey        |
| 2020      | Fuerza Regia de Monterrey        | Aguacateros de Michoacán         |
| 2021      | Fuerza Regia de Monterrey        | Astros de Jalisco                |

### Győzelmek száma szerint
| Csapat                           | Győzelmek | Második helyezések |
| -------------------------------- | --------- | ------------------ |
| Soles de Mexicali                | 4         | 4                  |
| Halcones Xalapa                  | 4         | 3                  |
| Fuerza Regia de Monterrey        | 4         | 1                  |
| Halcones Rojos Veracruz          | 2         | 1                  |
| Toros de Nuevo Laredo            | 2         | 1                  |
| Pioneros de Quintana Roo         | 1         | 3                  |
| Correcaminos UAT Victoria        | 1         | 1                  |
| Correcaminos UAT Tampico         | 1         | 0                  |
| Gallos de Pelea de Ciudad Juárez | 1         | 0                  |
| Panteras de Aguascalientes       | 1         | 0                  |
| Santos Reales de San Luis        | 1         | 0                  |
| Lobos de la UA de C              | 0         | 2                  |
| Capitanes de la Ciudad de México | 0         | 2                  |
| Correcaminos UAT Matamoros       | 0         | 1                  |
| Ola Roja del Distrito Federal    | 0         | 1                  |
| Aguacateros de Michoacán         | 0         | 1                  |
| Astros de Jalisco                | 0         | 1                  |